# X-Men: Days of Future Past (soundtrack)
X-Men: Days of Future Past is de originele soundtrack, gecomponeerd door John Ottman voor de film X-Men: Days of Future Past uit 2014 van Bryan Singer. Het album werd uitgebracht op 26 mei 2014 door Sony Classical en Fox Music.
De partituur werd uitgevoerd door een orkest onder leiding van Jeffrey Schindler. De muziek werd opgenomen in de Newman Scoring Stage van 20th Century Fox Studios. De muziek werd opgenomen en gemixt door T. Casey Stone.
Een uitgebreide uitgave, getiteld X-Men: Days of Future Past – The Rogue Cuts verscheen op 10 juli 2015 door Sony Classical.

## Tracklijst
Alle muziek is geschreven door John Ottman, tenzij anders vermeld.
| 1.                 | The Future – Main Titles                                                           | 2:44 |
| 2.                 | Time's Up                                                                          | 4:18 |
| 3.                 | Hope (Xavier's Theme)                                                              | 4:48 |
| 4.                 | I Found Them                                                                       | 2:52 |
| 5.                 | Saigon/Logan Arrives                                                               | 4:36 |
| 6.                 | Pentagon Plan/Sneaky Mystique                                                      | 3:25 |
| 7.                 | He Lost Everything                                                                 | 1:51 |
| 8.                 | Springing Erik                                                                     | 3:33 |
| 9.                 | How Was She                                                                        | 1:47 |
| 10.                | All Those Voices                                                                   | 3:19 |
| 11.                | Paris Pandemonium                                                                  | 7:45 |
| 12.                | Contacting Raven                                                                   | 1:48 |
| 13.                | Rules of Time                                                                      | 3:07 |
| 14.                | Hat Rescue                                                                         | 1:30 |
| 15.                | Time's Up (Film Version)                                                           | 3:34 |
| 16.                | The Attack Begins                                                                  | 5:04 |
| 17.                | Join Me                                                                            | 3:20 |
| 18.                | Do What You Were Made For                                                          | 2:56 |
| 19.                | I Have Faith in You/Goodbyes                                                       | 2:27 |
| 20.                | Welcome Back/End Titles                                                            | 3:58 |
| 21.                | Time in a Bottle – Jim Croce (geschreven door Jim Croce)                           | 2:27 |
| 22.                | The First Time Ever I Saw Your Face – Roberta Flack (geschreven door Ewan MacColl) | 5:20 |
| Totale duur: 76:28 |                                                                                    |      |

### Uitgebreide uitgave (Sony Classical, 2015)
| 1.                   | Main Theme                            | 0:56 |
| 2.                   | Hope (Xavier’s Theme)                 | 4:50 |
| 3.                   | The Future                            | 1:59 |
| 4.                   | Time’s Up                             | 4:19 |
| 5.                   | I Found Them                          | 2:52 |
| 6.                   | Xavier’s Plan                         | 3:35 |
| 7.                   | Rules of Time                         | 3:08 |
| 8.                   | Trask Hearing – A New Era             | 2:34 |
| 9.                   | Saigon – Logan Arrives                | 4:35 |
| 10.                  | He Lost Everything                    | 1:50 |
| 11.                  | Pentagon Plan – Sneaky Mystique       | 3:25 |
| 12.                  | Springing Erik                        | 3:33 |
| 13.                  | Clothes Off – Goodbye Peter           | 2:12 |
| 14.                  | You Abandoned us All! – Yes, she Does | 2:23 |
| 15.                  | How Was She?                          | 1:47 |
| 16.                  | Paris Pandemonium                     | 7:44 |
| 17.                  | Whitehouse Meeting                    | 2:41 |
| 18.                  | Are you Mystique?                     | 2:01 |
| 19.                  | We Need You                           | 2:14 |
| 20.                  | All Those Voices                      | 3:18 |
| 21.                  | Charles n Charles                     | 2:59 |
| 22.                  | Off the Tracks                        | 1:23 |
| 23.                  | There’s Someone Else                  | 1:59 |
| 24.                  | Contacting Raven                      | 1:48 |
| 25.                  | Letting Raven In                      | 3:34 |
| Totale duur: 1:13:54 |                                       |      |

| 1.                 | Finding Rogue                     | 3:02 |
| 2.                 | Costly Escape                     | 2:21 |
| 3.                 | Cutting Ties                      | 2:47 |
| 4.                 | Ripples in Time                   | 1:19 |
| 5.                 | Raising RFK – Here they Come      | 2:36 |
| 6.                 | Raising RFK – Magneto Descends    | 1:23 |
| 7.                 | The Attack Begins                 | 2:26 |
| 8.                 | Saving the Future                 | 5:03 |
| 9.                 | Join Me                           | 2:55 |
| 10.                | They Found Us – Remember the Xmen | 3:40 |
| 11.                | I Have Faith in You – Goodbyes    | 3:19 |
| 12.                | You’re Here!                      | 2:26 |
| 13.                | Welcome Back – End Titles         | 3:56 |
| 14.                | En Sabah Nur                      | 0:54 |
| Totale duur: 38:05 |                                   |      |